# آندره بورکارد
آندره بورکارد (انگلیسی: André Burkhard؛ زادهٔ ۶ نوامبر ۱۹۵۰) بازیکن فوتبال اهل فرانسه است.
از باشگاه‌هایی که در آن بازی کرده‌است می‌توان به باشگاه فوتبال استراسبورگ و باشگاه فوتبال باستیا اشاره کرد.